# 秦小主夫人
秦小主夫人（？—前385年），姓名不详，战国时期秦国女性政治人物。秦惠公的夫人。
前389年或前388年，秦小主夫人生儿子（秦出公）。前386年，秦惠公去世，秦出公继位。秦出公继位时年幼，由秦小主夫人主持朝政。秦小主夫人重用宦官，大臣不悦，百姓埋怨。流亡在魏国的师隰（秦惠公的堂侄，也是先君秦灵公未能继位的儿子），得知消息后就想返回秦国。师隰自焉氏塞（今甘肃省平凉市西北）由菌改迎立回国。秦小主夫人派军队捉拿师隰，但军队在行进途中发生哗变倒向师隰。前385年，师隰与哗变军队到达秦国首都雍城（今陕西省凤翔县南），秦小主夫人自杀，秦出公被杀。秦出公及其母秦小主夫人被秦国群臣杀死后沉入深渊。师隰继位为秦献公。